# Kamienna (gmina w guberni warszawskiej)
Kamienna (lub Kamionka, od 1870 Chodecz) – dawna gmina wiejska istniejąca w XIX wieku w guberni warszawskiej. Siedzibą władz gminy była Kamienna.
Za Królestwa Polskiego gmina Kamienna należała do powiatu włocławskiego w guberni warszawskiej.
13 października 1870 do gminy (Kamionka) przyłączono pozbawiony praw miejskich Chodecz, po czym gminę przemianowano na gminę Chodecz (Chodecz odzyskał prawa miejskie 1 sierpnia 1921).